# Національна філармонія Литви
54°40′35″ пн. ш. 25°17′17″ сх. д. / 54.676334620519° пн. ш. 25.28805701388° сх. д.

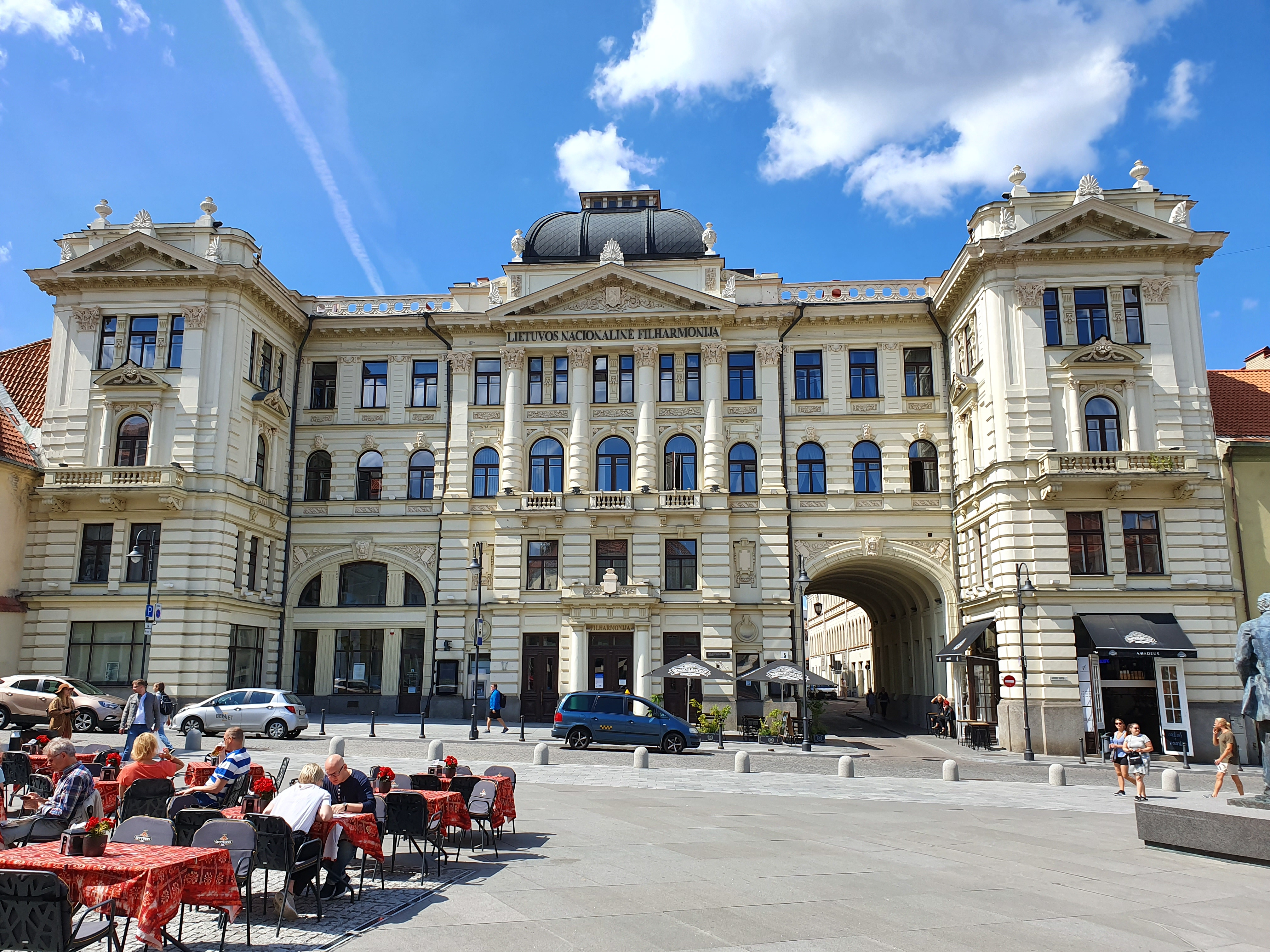
Національна філармонія Литви

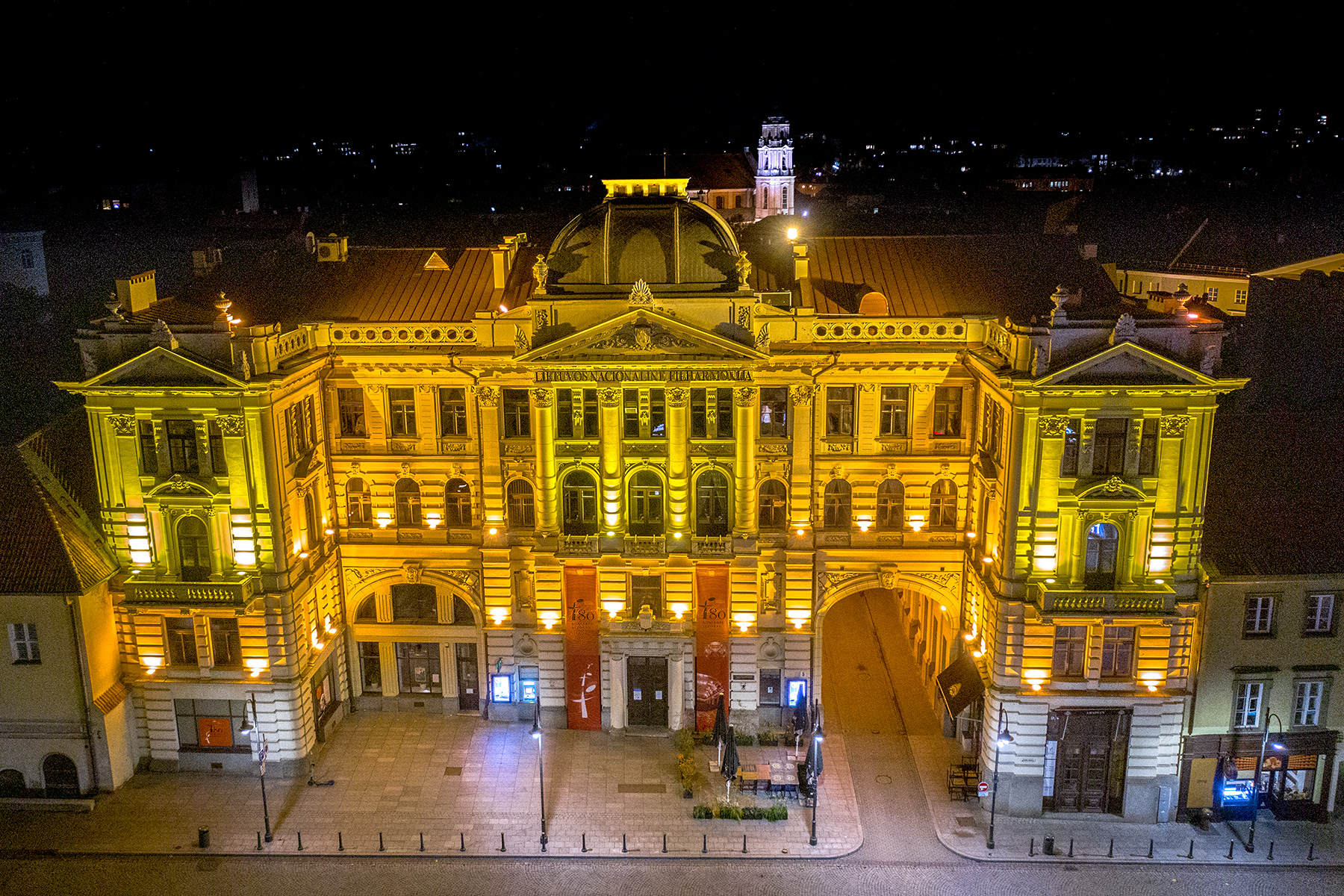

Національна філармонія Литви (лит. Lietuvos nacionalinė filharmonija) — головна і найбільша концертна організація Литви. У липні 1998 року Філармонії присвоєно статус національного закладу культури. Генеральний директор Національної філармонії — Рута Прусявічене.

## Творчі колективи
Серед творчих колективів філармонії добре відомі:
- Національний симфонічний оркестр Литви (заснований 1940 року; художній керівник і головний диригент — народний артист Литовської РСР, лауреат Республіканської премії Юозас Домаркас), заслужений колектив Литовської РСР;
- Камерний оркестр Литви (заснований 1960 року; довгий час працював під керівництвом народного артиста Литовської РСР Саулюса Сондецкіса (також заслужений колектив Литовської РСР, лауреат Республіканської премії, 1971) і премії Ленінського комсомолу (1978);
- Литовський квартет (заснований 1968 року; народний артист Литовської РСР Е. Паулаускас, заслужені діячі мистецтв Литовської РСР К. Калінаускайте-Фледжинскене та Ю. Фледжинскас, заслужений артист Литовської РСР Р. Кулікаускас), заслужений колектив Литовської РСР, лауреат міжнародних конкурсів в Будапешті і Льєжі, згодом квартет М. К. Чюрльоніса;
- Вільнюський струнний квартет (заснований в 1965 році; Аудроне Вайнюнайте, П. Кунца, Донатас Каткус, Аугустінас Василяускас), лауреат міжнародного конкурсу в Льєжі;
- Камерний ансамбль «Musica humana» (заснований 1974 року).

## Історія
Була заснована в грудні 1940 року під назвою Державна філармонія Литовської РСР. Спочатку у філармонії було три музичних колективи — симфонічний оркестр, змішаний хор і народний ансамбль пісні і танцю. У 1970-х роках функціонувало одинадцять філій філармонії в різних містах та районах Литовської РСР.
У минулому філармонії належали:
- естрадні ансамблі «Нерія», «Нямуно жібуряй» («Вогні Німану»), «Вільняус Айдай»;
- джазове тріо Ганелін-Тарасов-Чекасін (1971-1986).

## Будівля
Два основних концертних зали філармонії (Великий і Малий) знаходяться в Старому місті Вільнюса на вулиці Аушрос варту, 5 (за радянських часів вулиця М. Горького, 69). Тут же розташовуються адміністрація і каси.

### Історія будівлі

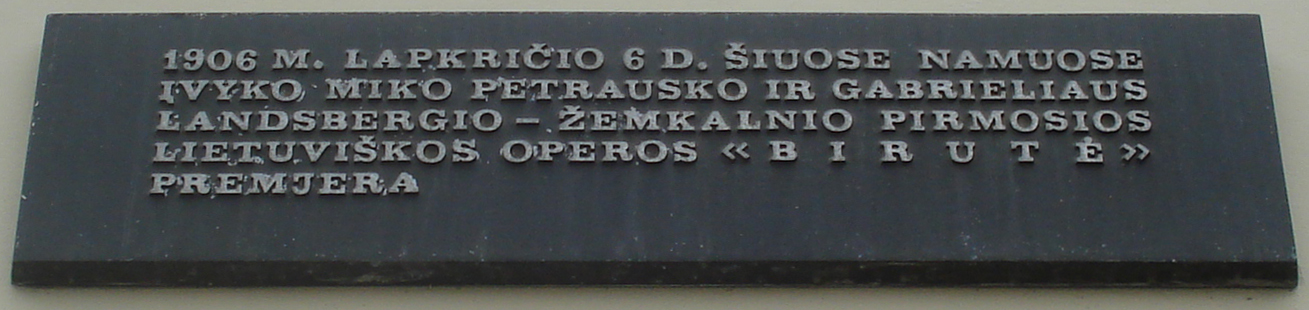
Меморіальна табличка на згадку про прем'єру опери «Біруте»

На початку XVI століття на цьому місці був московський гостинний двір. У другій половині XIX століття будівлю гостинного двору було знесено. У 1902 році за проектом архітектора Костянтина Короєдова міська управа збудувала тут будівлю Міської зали, де відбувалися вистави та концерти, влаштовувалися лекції, проходили різного роду розважальні заходи. З 1904 року в цій будівлі на першому поверсі знаходилася найстаріша у Вільно литовська книжкова крамниця.
6 червня 1905 року в залі Міської зали відбувся литовський вечір, на якому виступив хор під керівництвом композитора Мікаса Пятраускаса. Півтора року по тому, 6 листопада 1906 року, тут же відбулася прем'єра першої литовської опери «Біруте» (композитор Мікас Пятраускас, автор лібрето Ґабріелюс Ландсберґіс-Жямкальніс). Одну із провідних партій виконав молодий соліст Кіпрас Пятраускас, згодом народний артист СРСР. У постановці брали участь також Марія Пясяцкайте-Шлапялене, Антанас Жмуйдзінавічюс й інші відомі діячі литовської культури.
4 — 5 грудня 1905 року в цій будівлі відбувся з'їзд литовців, відомий як Великий Вільнюський сейм. Під час Першої світової війни в Міській залі діяв німецький шпиталь.
В цьому ж будинку 15 грудня 1918 року на першому засіданні Вільнюської Ради робітничих депутатів було проголошено радянську владу у Вільнюсі. На стіні будівлі після Другої світової війни була встановлена відповідна меморіальна дошка, яку зняли після відновлення незалежності Литви. Значення історичних подій, пов'язаних із цією будівлею, зумовили включення її до переліку пам'яток історії республіканського значення.
Заснована 1940 року Державна філармонія Литовської РСР розмістилася в колишній будівлі Міської зали. В цьому ж будинку в радянський період проходили з'їзди Комуністичної партії Литви, різні конференції, урочисті засідання та збори громадських організацій республіки загалом і міста зокрема.

### Архітектура

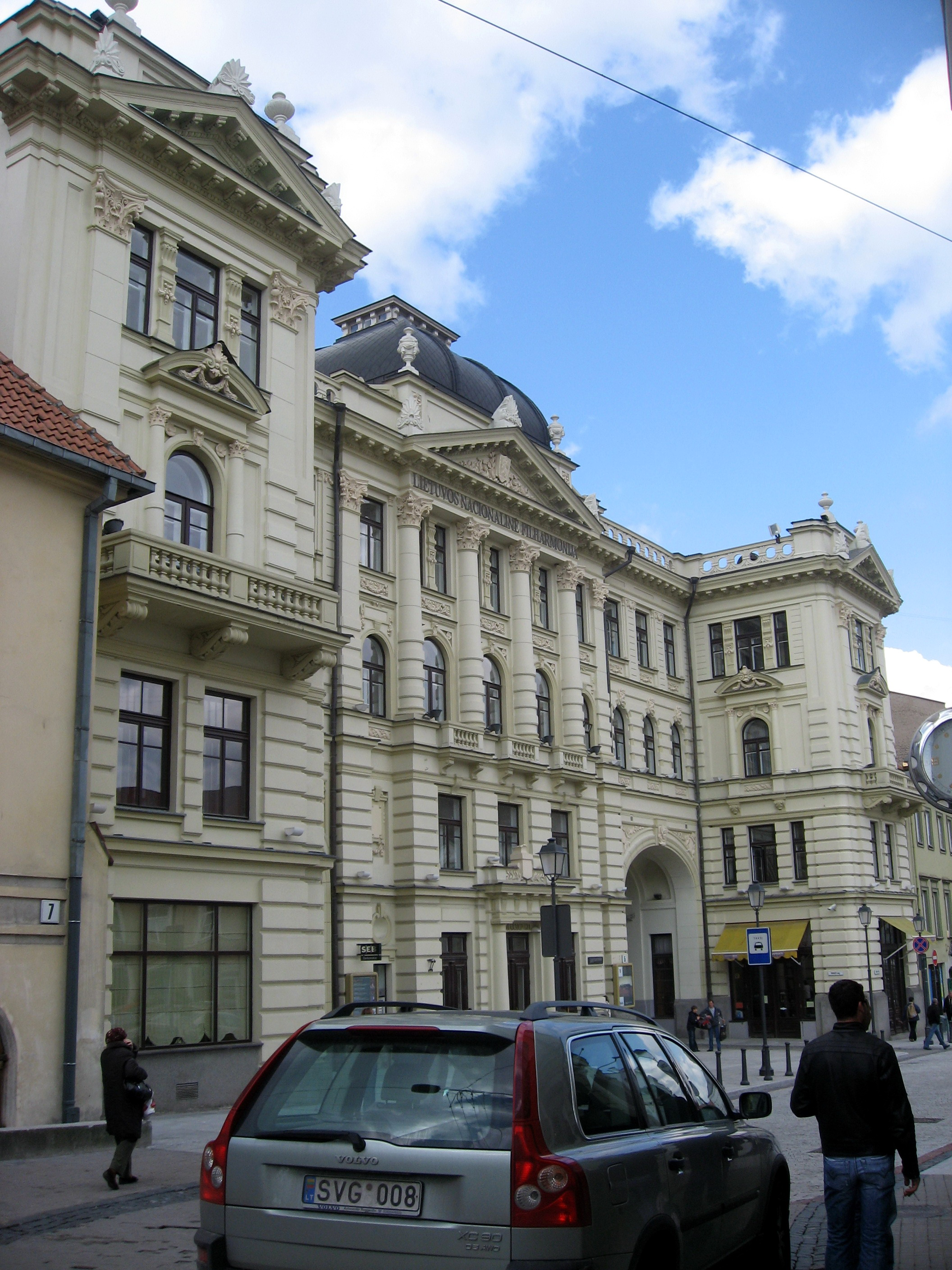
Національна філармонія Литви

Автором проекту Міської зали (у комплексі з готелем «Γρанд Готель», 1899-1902) був архітектор Костянтин Короєдов, вихованець Інституту цивільних інженерів в Санкт-Петербурзі (нині Санкт-Петербурзький державний архітектурно-будівельний університет). На той час він займав у Вільно посаду міського інженера. За його проектами в місті було побудовано близько сорока будинків. Міська зала належить до найважливіших і найбільш значимих проектів К. Короєдова і є першою великою багатофункціональною будівлею у Вільнюсі.
Будівлю в 1907-1912 роках, після пожежі, реконструював архітектор Вацлав Міхневич, також вихованець Інституту цивільних інженерів із близьким до манери Короєдова архітектурним почерком.
Чотириповерхова будівля з пишними, помпезними формами збудована в еклектичному стилі (інакше історизм) з цегли, за плануванням — у вигляді букви Т. Головний східний фасад з центральним ризалітом і двома ризалітами по боках виходить на вулицю Аушрос Варту, північний на — провулок Пасаж. Купол, що нагадує форми французького бароко, спроектований за зразком паризької Опери Гарньє. Фасад оздоблений рустом, що надає відчуття солідності, і прикрашений пілястрами та ліпниною.
Будівлю колишньої Міської зали включено до Реєстру культурних цінностей Литовської Республіки як об'єкт, що охороняється державою і є об'єктом національного значення (код 10361)[уточнити].